# Мавра (река, впадает в Кумужью Салму)
Мавра — река в Мурманской области России. Протекает по территориям городских округов город Мончегорск с подведомственной территорией и Ковдорский район. Впадает в озеро Кумужья Салма.
Длина реки составляет 23 км. Площадь бассейна 182 км².
Берёт начало в болотах близ озера Кымозеро. Протекает по лесной, местами болотистой местности. Порожиста. Проходит через озеро Кымозеро и болота Лосиные. Впадает в губу Мавра озера Кумужья Салма на высоте 137,1 м над уровнем моря.

## Данные водного реестра
По данным государственного водного реестра России относится к Баренцево-Беломорскому бассейновому округу, водохозяйственный участок реки — река Нива, включая озеро Имандра. Речной бассейн реки — бассейны рек Кольского полуострова и Карелии.
Код объекта в государственном водном реестре — 02020000312101000010010.